# Sylve de Toulouse
Pour les articles homonymes, voir Sylvius.
Saint Sylve (ou Selve ou Sylvius) est le quatrième évêque de Toulouse entre 360 et 400.
Il est le successeur de saint Hilaire († 360) et prédécesseur de saint Exupère.
Il débute, à l'époque romaine, la construction d'une église paléo-chrétienne à l'extérieur de la ville (à l'emplacement des cimetières romains situés, suivant l'usage de l'époque, le long des voies romaines), qui deviendra au XIe siècle, la basilique Saint-Sernin.
Les reliques du saint sont conservées dans la chapelle portant son nom située dans le déambulatoire sud de la basilique, à l'intérieur d'une châsse réalisée en 1517.
Il est fêté le 31 mai.

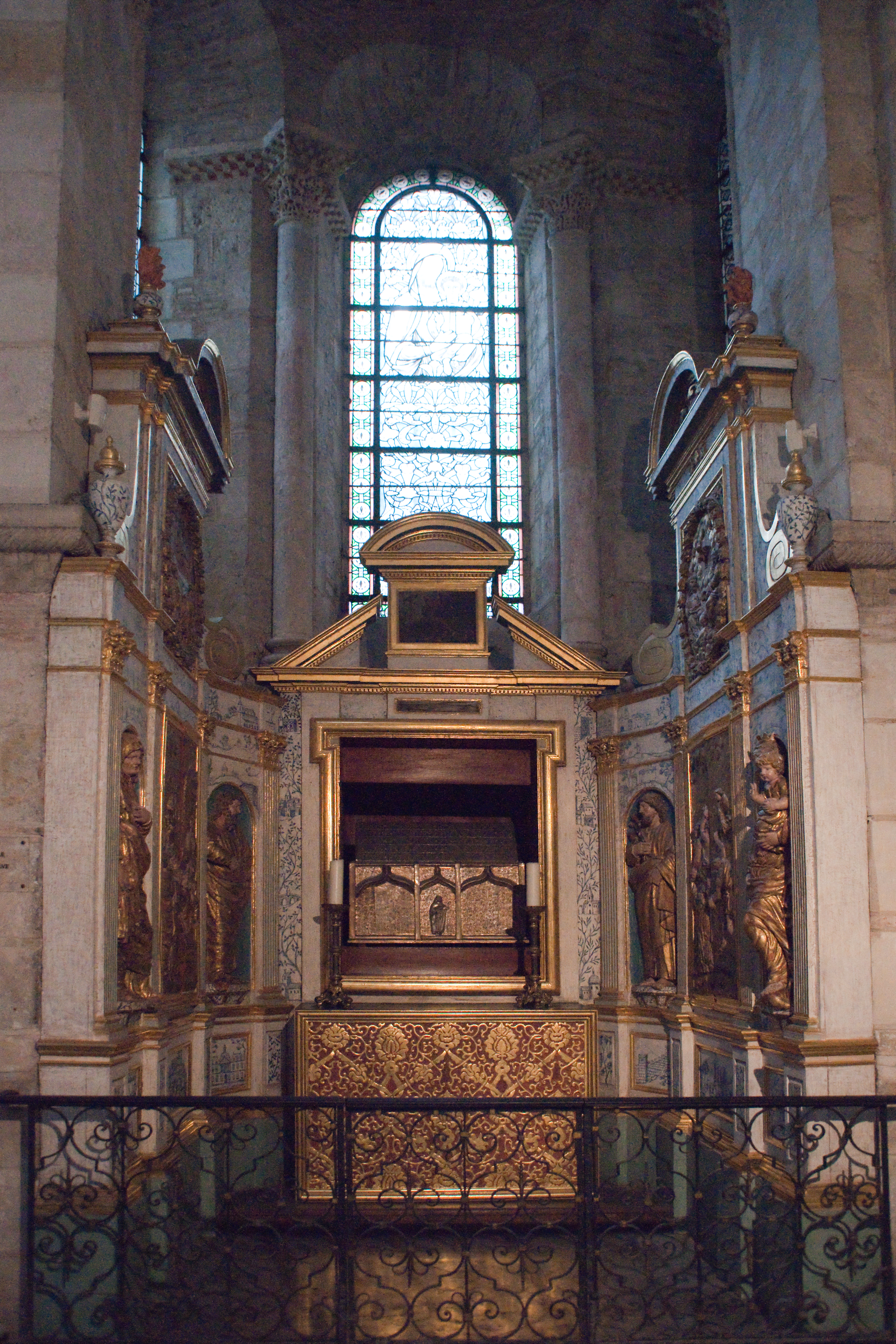
Chapelle et autel de Saint-Sylve.

Une église lui est dédiée dans le quartier de Marengo-La Colonne.